# 卡貝縮宮素
卡貝縮宮素 （英語：Carbetocin，或稱巧特欣）以Pabal等品牌名稱於市面銷售，是一種用於預防大量產後出血（尤其是剖腹產之後 ）的藥物。它似乎與有類似功能的催產素 （兩種作用機制稍有不同）一樣有效。由於它比其他作用相似藥物的價格為貴，英國的蘇格蘭國民保健署並不建議使用。此藥物為透過靜脈注射或是肌肉注射方式給藥。
個體使用後的副作用與不使用，或是使用安慰劑的差異不大。不建議罹患有癲癇或子癇（一種妊娠高血壓疾病）的個體使用。卡貝縮宮素是種人工製造的長效催產結構類似物，透過激活催產素受體，導致子宮收縮而發揮作用。
卡貝縮宮素於1974年首次有報告描述。它於1997年在加拿大和英國被批准用於醫療用途。目前已被列入世界衛生組織基本藥物標準清單中。但尚未獲准在美國或日本用於醫療用途。

## 醫療用途
卡貝縮宮素已被批准在採局部或腰椎麻醉的選擇性剖腹產手術後立即使用。由於經剖腹產的孕婦於手術後，其子宮無法自行收縮，而需施用外源性催產素或類似物來恢復子宮張力，並防止大量出血。
陰道分娩和緊急剖腹產後使用卡貝縮宮素的安全性尚未確定，但研究顯示陰道分娩後使用的效果與剖腹產後的相同。有些研究顯示於陰道分娩後給予10-70微克劑量會引起子宮收縮，且無不良副作用。此藥物也被證實可促進子宮復舊 (uterine involution)，也就是幫助子宮在分娩後恢復到產前的收縮狀態。此功效在人類、馬匹和乳牛身上都得到驗證。

### 與其他藥物比較
科學家於2018年製造出對溫度不敏感的卡貝縮宮素（不需嚴格冷藏的製劑），其在減少陰道分娩後出血方面與催產素一樣有效，而激起這種藥物能更廣泛且更具經濟性使用的希望，對尤其是會經常發生停電或冷鏈設備問題（藥物運輸和儲存所需）的開發中國家孕婦生產會更有幫助。
由於卡貝縮宮素的生物半衰期相當長，其作用比別種催產素同系物（如催產素）更為持久。在一項隨機盲法研究中，孕婦在在剖腹產後使用單劑量卡貝縮宮素，比使用安慰劑或是經歷八小時靜脈注射催產素需要更少的額外催產素治療。催產素受體拮抗劑，如巴魯西班或阿托西班（前者的進一步研發目前已停止），具有抑制催產素受體活性的相反作用，可用於阻止早產和子宮收縮。

## 不良影響
百分之十到四十的使用者會出現噁心、嘔吐、腹痛、皮膚搔癢、體溫升高、顫抖和虛弱等症狀。百分之一到百分之五的使用者可能會出現背痛和胸痛、頭暈、貧血、發冷和出汗、口中有金屬味、心跳過速和呼吸窘迫。
使用卡貝縮宮素的禁忌症包括臨盆和分娩期間的不當時機（例如臨產前或引產）或對卡貝縮宮素或其他催產素同系物會過敏者。此外，如果患有高血壓或心血管疾病，則不應使用。過量或重複使用，特別是在懷孕期間，可能會導致催產素受體過度興奮，導致子宮收縮過度和長時間刺激，而升高子宮破裂、胎盤早期剝離、胎兒呼吸窘迫和產後出血的風險。

## 與其他藥物交互作用
由於催產素與抗利尿激素具有密切的序列同源性，催產素類似物通常以低得多的親和力與子宮內膜中的抗利尿激素受體V1和腎臟中的V2結合，因此可能與抗利尿激素電路和反饋環路相互作用或是將其擾亂。卡貝縮宮素可能與前列腺素E2和米索前列醇等使子宮頸成熟的藥物產生協同作用。

## 藥理學

### 作用機轉
卡貝縮宮素在周圍神經系統中充當催產劑、抗出血劑和子宮收縮劑。導致產後出血最常見的原因是過度拉伸或使用麻醉劑而導致子宮張力不足。
卡貝縮宮素是周圍神經系統催產素受體（特別是在子宮肌層中）的激動劑，對肌上皮細胞的親和力較小。催產素受體屬於G蛋白偶聯受體，可通過G蛋白介導的信號傳導通路來發揮作用，作用機制涉及第二信使和磷酸肌醇的產生。卡貝縮宮素可模仿此機制。 卡貝縮宮素和其他催產素激動劑的結合已被證明在細胞外N端以及環E2和E3處，不具選擇性。雖然催產素受體對催產素和卡貝縮宮素表現出相同的親和力，但卡貝縮宮素的生物效應幾乎是內源性或外源性催產素的50%。卡貝縮宮素的作用比催產素更持久，且只需使用單一劑量。卡貝縮宮素抑制內源性催產素釋放，中斷子宮與下視丘的回饋迴路，並減少中樞和周圍神經系統釋放催產素。卡貝縮宮素是催產素受體的功能選擇性激動劑。
個體於懷孕期間，子宮內催產素受體的合成大幅增加，在臨盆和分娩時達到高峰。因此在嬰兒出生期間或出生後立即施用卡貝縮宮素或別種催產素類似物將增強子宮收縮作用。卡貝縮宮素對未孕且催產素受體表達較低的子宮沒有影響。卡貝縮宮素也有讓血液黏稠的作用，進一步預防產後出血。卡貝縮宮素不應用於引產或促進分娩，因為它可能導致母親或嬰兒心臟或呼吸窘迫。

### 藥物動力學
卡貝縮宮素只能憑處方在醫院使用。經靜脈或肌肉注射給藥。成年女性的平均建議劑量為100微克。子宮收縮效應在給藥兩分鐘內就會變得明顯，並且可維持大約一小時，與受體結合的最大時機發生在肌肉注射後約30分鐘。分娩後立即給藥，透過誘導子宮收縮、增加肌肉張力和讓血液粘稠來最大限度降低產後出血的風險。如需進一步刺激子宮，應使用其他形式的縮宮藥物進行。
內源性和合成的催產素的生物半衰期約為3.5分鐘。而卡貝縮宮素的半衰期較長，為85至100分鐘。生物利用度約80%。靜脈注射後的生物半衰期約為40分鐘，但消除機制尚未被完全瞭解。研究顯示腎臟僅會消除其極小部分（0.7%），但可能至少部分是透過肽的酶降解（主要是在C端）發生。藥物於人體的消除和分佈容積與使用劑量無關聯。

## 社會與文化

### 法律地位
卡貝縮宮素已經23個國家批准，以三個品牌名稱使用：Duratocin（阿根廷、澳大利亞、巴林、加拿大、中國、香港、義大利、馬來西亞、新加坡、紐西蘭）、Lonactene（墨西哥）和Pabal（奧地利 、比利時、瑞士、德國、愛沙尼亞、法國、英國、匈牙利、立陶宛、盧森堡、芬蘭）。 Duratocin也已在波蘭、德國、義大利、比利時、盧森堡、法國和荷蘭被批准用於獸醫用途。

### 品牌名稱
有Duratocin、Pabal、Lonactene、Depotocin、Comoton和Decomoton等。